# (32731) Annaivanovna
(32731) Annaivanovna est un astéroïde de la ceinture principale.

## Description
(32731) Annaivanovna est un astéroïde de la ceinture principale. Il fut découvert le 25 juillet 1968 à Cerro El Roble par Gouri Pliouguine et Iouri Beliaïev. Il présente une orbite caractérisée par un demi-grand axe de 2,20 UA, une excentricité de 0,15 et une inclinaison de 5,7° par rapport à l'écliptique.

## Compléments